# Alexa Damián
Pour les articles homonymes, voir Damian.
Alexa Damián (née le 26 octobre 1982) est une actrice mexicaine.

## Filmographie
- 2000 : Primer amor a mil por hora, Emilia Baldomero
- 2002 : Clase 406, Ana María Londoño
- 2005 : Barrera de amor,  Verónica García Galván / Vera / Violeta
- 2006 : Les deux visages d'Ana, Irene Alcaraz Salgado